# Драган Жигіч
Драган Жигіч (серб. Драган Жигић, Балте, 25 червня 1935 р. — Ібарське шосе, 28 серпня 2009) — сербський письменник і поет.

## Життєпис
Народився 25 червня 1935 року у Балте під Козаром, батька звали Ілія, мати — Соке. На початку 1949 року переїхав до Белграду і з 1956 року займався поезією. За рекомендацією Іво Андріча, опублікував свою першу поему в «Književni novinami» 1959 року.
Його вірші стали популярними й з'являлись у багатьох газетах та журналах. Вірші Драгана представлені в понад ста збірках та п'ятнадцяти антологіях.
Отримав кілька літературних премій та нагород, його вірші перекладено кількома іноземними мовами. Був членом Асоціації письменників Сербії та Асоціації письменників Сербії.
Загинув у автокатастрофі на шосе Ібар 28 серпня 2009 року. Похований 1 вересня 2009 року. на кладовищі Орловача в Белграді.

## Працює
Жигіч написав кілька поетичних збірок. Його найвідоміші колекції:
- В'язень світла (1968)
- Частина світу (1971)
- Поки спить вогонь (1972)
- Руки понад часом (1977)
- Прекрасна руїна — таверновий сонет (1979)
- Мрія про плавання (1980)
- Поетова зима (1994)
- Метелик на полі бою (1994)
- Підкови (1998)
- Вікно на одне око (2003)
- Звінчана вічність (2003)

Рецензент книги «Життя коронованої вічності» Жигича — протоієрей Жарко Гаврилович, а титульну сторінку та художні вклади проілюстрував Мілютін Дедич.